# 怀仁街道
怀仁街道是中华人民共和国四川省眉山市仁寿县下辖的一个街道办事处。2019年12月，撤销文林镇，设立文林街道、普宁街道和怀仁街道，将原文林镇吊庆社区、春燕社区、三圣社区、钢铁社区、祠堂社区、利林社区、学堂社区、北燕社区、八里社区、城北社区、大道社区和珠嘉镇黑虎社区、苗园社区所属行政区域划归怀仁街道管辖。

## 行政区划
怀仁街道下辖以下村级行政区划单位：
黑虎社区、城北社区、大道社区、八里社区、钢铁社区、吊庆社区、利林社区、三圣社区、蜂蜜社区。